# Henneberg (Meiningen)
Henneberg – dzielnica miasta Meiningen w Niemczech, w kraju związkowym Turyngia, w powiecie Schmalkalden-Meiningen. Do 31 grudnia 2018 samodzielna gmina, której niektóre zadania administracyjne realizowane były już przez miasto Meiningen. Miasto to pełniło rolę "gminy realizującej" (niem. "erfüllende Gemeinde"). 